# Vindelicia

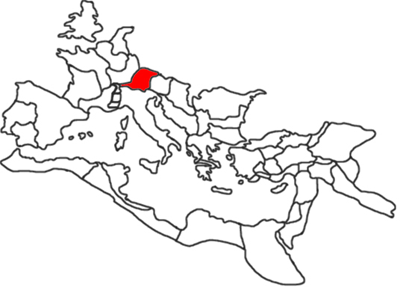
Raetia in het Romeinse Rijk. Vindelicia was het bovenste deel van het rode.

Vindelicia is de naam die de Romeinen gaven aan de regio die in het noorden van de provincie Raetia lag. Eigenlijk was Vindelicia eerst een onafhankelijke provincie, maar tegen het einde van de 1ste eeuw n.Chr. werd het bij Raetia gevoegd. Later, onder Diocletianus werd het weer een onafhankelijke provincie.

## Grenzen
Vindelicia is het noorden van de provincie Raetia (zie ook het kaartje hiernaast). In het noorden lag de Donau; in het oosten lag de Oenus (de huidige Inn); in het zuiden de provincie Raetia en in het westen Germania superior. Het komt dus min of meer overeen met het noordoosten van Zwitserland, het zuidoosten van Baden en het zuiden van Württemberg en Beieren. 

## Romeinse provincie
Vindelicia werd, samen met Raetia en de andere naburige  volkeren, in 15 v.Chr. door Tiberius veroverd en naar het einde van de 1e eeuw n.Chr. tot deel van Raetia gemaakt. Diocletianus splitste beide delen dan weer. De hoofdstad was Augusta Vindelicorum (het huidige Augsburg). De bewoners waren waarschijnlijk Kelten, maar sommigen betwisten dat en denken eerder aan Germanen.
Voor verdere geschiedenis en uitleg: zie Raetia.